# Geryoniidae
Die Geryoniidae sind eine Familie der Hydrozoen aus der Ordnung der Trachymedusae. Sie ist nicht zu verwechseln mit der beinahe gleichlautenden Krabben-Familie Geryonidae.

## Merkmale
Geryoniidae haben vier oder sechs Radiärkanäle (gelegentlich mehr) und weisen auch Zentripetalkanäle auf. Ein Stiel dient als Verdauungskanal. Die an den Radiärkanälen befindlichen Gonaden sind blattförmig und abgeflacht. Am Rand sitzen in einer Reihe zahlreiche Tentakeln, die in zwei Formen auftreten, zum einen hohl und zum anderen fest. Ebenfalls am Rand sitzen keulenförmige Sinnesorgane (Statocysten), die von Mesogloea umgeben sind.

## Verbreitung
Die Arten finden sich in allen Weltmeeren, sind aber nur in wärmeren Gewässern anzutreffen.

## Systematik
Die Familie enthält je nach Autor zwei bis fünf monotypische Gattungen. Bouillon et al. (2006) akzeptieren nur die beiden folgenden Gattungen:
- Geryonia Péron & Lesueur, 1810, mit der einzigen Art
  - Geryonia proboscidalis (Forskål, 1775)
- Liriope Lesson, 1843, mit der einzigen Art
  - Liriope tetraphylla (Chamisso & Eysenhardt, 1821)

Die World Hydrozoa Database führt (Stand 2022) noch drei weitere Gattungen auf, alle Nomina dubia (species inquirenda), beschrieben aus Argentinien durch die Biologen Mauricio O. Zamponi und Gabriel N. Genzano.:
Octorradiata Zamponi & Genzano, 1989 (mit der einzigen Art Octorradiata bonaerensis Zamponi & Genzano, 1989); Heptarradiata Zamponi & Genzano, 1989 (mit der einzigen Art Heptarradiata rioplatensis Zamponi & Genzano, 1989); Pentarradiata Zamponi & Genzano, 1989 (mit der einzigen Art Pentarradiata estuariensis Zamponi & Genzano, 1989).
Die früher ebenfalls hierher gestellte Gattung Geryonopsis mit ihrer einzigen Art Geryonopsis forbesii Van Beneden, 1886 wurde durch die Synonymie der Typusart mit Eirene viridula (Péron & Lesueur, 1809) ein jüngeres Synonym von Eirene Eschscholtz, 1829 (Familie Eirenidae Haeckel, 1879).